# Index Scriptorum Estoniae
Index Scriptorum Estoniae (ISE) es una base de datos bibliográfica que contiene información sobre artículos publicados en periódicos, revistas, colecciones de artículos y publicaciones seriadas editadas principalmente en Estonia. La base de datos está gestionada por el consorcio ELNET (Consorcio de la Red de Bibliotecas de Estonia) con la participación de las bibliotecas integrantes que aportan la información compilada.  El software utilizado es el sistema de biblioteca Sierra, desarrollado por Innovative Interfaces, EE. UU.
La base de datos incluye acceso en texto completo a:
- Artículos individuales del siglo XIX;
- Artículos jurídicos e históricos a partir de 1900;
- La mayoría de los artículos de revistas y colecciones desde 1993;
- Artículos de publicaciones de humanidades y ciencias sociales desde 1993 hasta 2013;
- Artículos sobre Estonia en publicaciones extranjeras, así como artículos de autores estonios publicados en el extranjero.[3]